# Seven de Sudáfrica 2004
El Seven de Sudáfrica de 2004 fue la sexta edición del torneo sudafricano de rugby 7, fue el segundo torneo de la temporada 2004-05 de la Serie Mundial Masculina de Rugby 7.
Se disputó en la instalaciones del Outeniqua Park de George.

## Fase de grupos

### Grupo A
| Equipo        | Encuentros | Encuentros | Encuentros | Encuentros | Tantos  | Tantos    | Tantos     | Puntos |
| Equipo        | jugados    | ganados    | empatados  | perdidos   | a favor | en contra | diferencia | Puntos |
| ------------- | ---------- | ---------- | ---------- | ---------- | ------- | --------- | ---------- | ------ |
| Nueva Zelanda | 3          | 3          | 0          | 0          | 114     | 17        | 97         | 9      |
| Túnez         | 3          | 1          | 1          | 1          | 17      | 59        | -42        | 6      |
| Portugal      | 3          | 0          | 2          | 1          | 27      | 48        | -21        | 5      |
| Francia       | 3          | 0          | 1          | 2          | 26      | 60        | -34        | 4      |

Nota: Se otorgan 3 puntos al equipo que gane un partido, 2 al que empate y 1 al que pierda

### Grupo B
| Equipo     | Encuentros | Encuentros | Encuentros | Encuentros | Tantos  | Tantos    | Tantos     | Puntos |
| Equipo     | jugados    | ganados    | empatados  | perdidos   | a favor | en contra | diferencia | Puntos |
| ---------- | ---------- | ---------- | ---------- | ---------- | ------- | --------- | ---------- | ------ |
| Inglaterra | 3          | 3          | 0          | 0          | 81      | 31        | 50         | 9      |
| Kenia      | 3          | 2          | 0          | 1          | 45      | 61        | -16        | 7      |
| Australia  | 3          | 1          | 0          | 2          | 59      | 70        | -11        | 5      |
| Irlanda    | 3          | 0          | 0          | 3          | 55      | 78        | -23        | 3      |

### Grupo C
| Equipo        | Encuentros | Encuentros | Encuentros | Encuentros | Tantos  | Tantos    | Tantos     | Puntos |
| Equipo        | jugados    | ganados    | empatados  | perdidos   | a favor | en contra | diferencia | Puntos |
| ------------- | ---------- | ---------- | ---------- | ---------- | ------- | --------- | ---------- | ------ |
| Fiyi          | 3          | 3          | 0          | 0          | 104     | 24        | 80         | 9      |
| Argentina     | 3          | 1          | 1          | 1          | 95      | 35        | 60         | 6      |
| Escocia       | 3          | 1          | 1          | 1          | 67      | 64        | 3          | 6      |
| Golfo Pérsico | 3          | 0          | 0          | 3          | 12      | 155       | -143       | 3      |

### Grupo D
| Equipo    | Encuentros | Encuentros | Encuentros | Encuentros | Tantos  | Tantos    | Tantos     | Puntos |
| Equipo    | jugados    | ganados    | empatados  | perdidos   | a favor | en contra | diferencia | Puntos |
| --------- | ---------- | ---------- | ---------- | ---------- | ------- | --------- | ---------- | ------ |
| Sudáfrica | 3          | 3          | 0          | 0          | 111     | 12        | 99         | 9      |
| Samoa     | 3          | 2          | 0          | 1          | 106     | 40        | 66         | 7      |
| Canadá    | 3          | 1          | 0          | 2          | 40      | 91        | -51        | 5      |
| Namibia   | 3          | 0          | 0          | 3          | 20      | 134       | -114       | 3      |

## Fase Final

### Cuartos de final
| 11 de diciembre | Nueva Zelanda | 36 - 0 | Kenia |  |  |

| 11 de diciembre | Argentina | 22 - 12 | Sudáfrica |  |  |

| 11 de diciembre | Fiyi | 17 - 12 | Samoa |  |  |

| 11 de diciembre | Inglaterra | 52 - 0 | Túnez |  |  |

### Semifinal
| 11 de diciembre | Nueva Zelanda | 28 - 14 | Argentina |  |  |

| 11 de diciembre | Fiyi | 19 - 12 | Inglaterra |  |  |

### Final
| 11 de diciembre | Nueva Zelanda | 33 - 19 | Fiyi |  |  |

| Bandera de Nueva Zelanda |
| Campeón Nueva Zelanda    |
| 1º título del circuito   |